# Cosmos (Film)
Cosmos ist ein französisch-portugiesisches Filmdrama von  Andrzej Żuławski, das auf dem 1965 veröffentlichten Roman Kosmos von Witold Gombrowicz basiert und am 8. August 2015 im Rahmen des Film Festivals in Locarno vorgestellt wurde.

## Handlung
Der Pariser Fuchs und sein Freund Witold verbringen einige Wochen in einem Gästehaus auf dem Land. Fuchs braucht eine Auszeit von seinem Alltag im Modehaus Ralph and Lang, Witold bereitet sich auf eine Strafrechtsklausur vor. Die leicht extravagante Familienpension wird von dem ebenso extravaganten Ehepaar Woytis geführt, die dort gemeinsam mit ihrer Tochter Lena und dem adretten Schwiegersohn Lucien leben. Den Haushalt führt das Dienstmädchen Catherette, eine gescheiterte Nonne mit seltsam entstellter Oberlippe. Witold und Fuchs beobachten seltsame Dinge in der Pension.

## Produktion

### Stab
Der Produzent Paulo Branco war mit seiner Idee zum Filmprojekt an Andrzej Żuławski herangetreten. Es handelt sich bei Cosmos um den ersten Film, bei dem Żuławski 15 Jahre nach Die Treue der Frauen wieder Regie führte und auch das Drehbuch schrieb. Kurz nachdem der Film auch in Żuławskis Heimatland Polen angelaufen war, starb der international vielfach ausgezeichnete Regisseur.

### Dreharbeiten
Der Film wurde in der portugiesischen Küstenstadt Sintra und in der Senhora da Boa Estrela in der Stadt Covilhã, gedreht. Die Aufnahmen des Gebäudes an den Klippen wurden in der ebenfalls am portugiesischen Atlantik gelegenen Kleinstadt Ericeira gemacht.

### Veröffentlichung
Der Film wurde am 8. August 2015 auf dem Filmfestival in Locarno vorgestellt und kam am 17. Juni 2016 in die US-amerikanischen Kinos. In Deutschland wurde er nicht im Kino gezeigt und war erstmals am 30. April 2021 deutsch untertitelt auf Arte zu sehen.

## Rezeption

### Kritiken
Der Film wurde von 81 Prozent der 32 erfassten Kritiker bei Rotten Tomatoes positiv bewertet.
Dunja Bialas von artechock.de meint: „Die absurde Komödienhaftigkeit des Romans gliedert sich mühelos ein in das filmische Universum des Żuławski: Fast als hätte der Text nur auf die Verfilmung gewartet, und, welch ein Glück, dass es dazu noch kam.“ Manon Cavagna von critic.de beschreibt, Żuławski erzähle in seinem Film die furiose Geschichte einer Geschichte, die entsteht, wobei er sich dezidiert dem Mikrodrama widme, das die Aufmerksamkeit stets auf die kleinen Teile des ohnehin kleinen Ganzen lenke. Peter Debruge von Variety meint, Żuławski spinne im Film „ein Netz von erotischen und psychologischen Intrigen“.

### Auszeichnungen (Auswahl)
Internationales Filmfestival von Locarno
- 2015: Auszeichnung als Bester Regisseur (Andrzej Żuławski)
- 2015: Nominierung für den Goldenen Leoparden